# Valda (Vorname)
Valda ist ein weiblicher Vorname.

## Herkunft und Bedeutung
Er ist lettischen Ursprungs und wird erst seit dem 20. Jahrhundert verwendet. Er ist eine moderne Prägung des Deutschen Namensbestandteils wald, siehe Waldemar bzw. Waldtraut.

## Bekannte Namensträgerinnen
- Valda Aveling (1920–2007), australische Cembalistin und Pianistin
- Valda Osborn (1934–2022), britische Eiskunstläuferin